# Greg Burk
Greg Burk (* 24. Juni 1969 in Lansing, Minnesota) ist ein US-amerikanischer Jazzpianist und Komponist.

## Leben und Wirken
Greg Burk wuchs in einer Musikerfamilie auf; schon früh begann er Klavier zu spielen. In der Highschool gehörte er der Schuljazzband an. Er studierte an der University of Massachusetts Amherst bei Yusef Lateef und Archie Shepp; den Bachelor erwarb er dann an der University of Michigan. Anschließend zog er nach Bratislava und ging in Mitteleuropa mit eigenem Trio auf Tourneen, bevor er in die Vereinigten Staaten zurückkehrte. In der Jazzszene von Detroit und Ann Arbor arbeitete er u. a. mit James Carter, Rodney Whitaker und Gerald Cleaver. Mit 25 Jahren setzte er seine Studien (bei George Russell, Danilo Pérez und Paul Bley) am New England Conservatory of Music fort, wo er den Master erwarb.
Anschließend blieb Burk in Boston; nach seinem Solo-Debütalbum Progressions and Digressions legte er eine Reihe von Produktionen unter eigenem Namen für die Label Soul Note und 482 Music vor, u. a. mit Jerry Bergonzi und Steve Swallow. 1999 wurde er Assistant Professor an der Berklee School of Music. Seit 2004 lebt er in Rom und lehrt im Florence Jazz Program der New York University.
In seinem Greg Burk Trio spielte er mit dem Bassisten Jon Robinson und dem Schlagzeuger Bob Moses (Checking In, (2001) und Nothing, Knowing, mit Steve Swallow, 2005); auf Festivals in Italien und der Schweiz trat er 2013 mit Jon Robinson und Gerald Cleaver bzw. Stefano Senni und Enzo Carpentieri auf. Außerdem gehörte Burk dem Either/Orchestra an (Afro-Cubism 2002, Live in Addis 2004). Neben seiner Arbeit im Jazz spielte er Keyboards in der Fusion-Band Fat Dragon (Album Dream After a Large Lunch, 2000) und gründete mit dem Gitarristen Garrison Fewell Bouncing Bach, die Bach-Themen für Jazzquartett spielte. Im Bereich des Jazz war er zwischen 1997 und 2017 an 27 Aufnahmesessions beteiligt, u. a. mit John Tchicai. 2020 legte Burk mit Ron Seguin und Michel Lambert das Trioalbum Sound Neighbors (Tonos) vor, gefolgt von Simple Joys (2021) und „Message in the Clouds“ (2021), mit Stefano Senni und Enzo Carpentieri. 2023 legte er das Soloalbum And the Sea am I vor, 2024 Sun Up.